# Punto reale

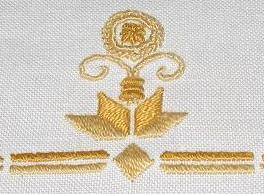
Punto reale

Il punto reale o punto piatto è un punto di ricamo generalmente tra i più usati. Solitamente viene chiamato piatto quando si esegue su tela dalla trama fitta (lino, cotone).
Con il nome di punto reale, si inserisce nelle eleganti composizioni a moduli del Punto antico. In questo contesto, l'esecuzione avviene su trama più rada e generalmente con l'aiuto di un telaio, si tratta infatti di un ricamo a fili contati in cui l'ago passa tra i fili della trama secondo il motivo scelto e la sua posizione. In questo modo si ottiene un lavoro uniforme che risulta tanto più in rilievo quanto più è grosso il filo usato per ricamare.

## Alcuni motivi

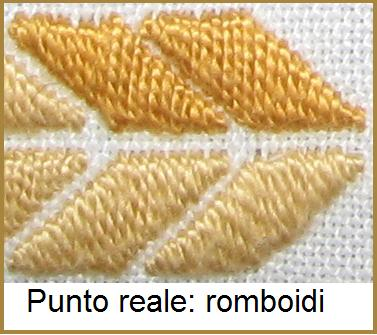
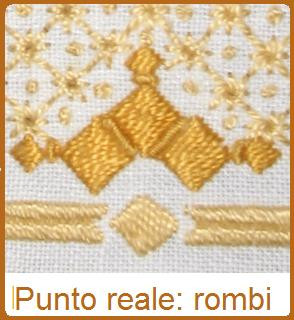
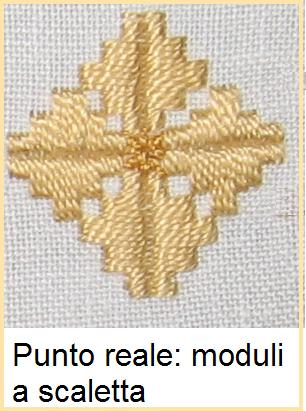

Il punto reale si usa per la decorazione di corredi in biancheria da letto, tovaglieria e complementi d'arredo come tende o cuscini.